# Колпашево
Колпа́шево (сельк. Ӄалпа́т, рос. Колпашево) — місто, центр Колпашевського району Томської області, Росія. Адміністративний центр Колпашевського міського поселення.

## Пам'ятки архітектури
- Колпашевський краєзнавчий музей;
- Вознесенський катедральний собор;
- Саровське городище;
- Колпашевський яр.
- Кедровий парк

## Населення
Населення — 24124 особи (2010; 28441 у 2002).

## Відомі уродженці
- Волков Володимир Федорович (1942—2014) — капітан 1-го рангу.
- Голещихін Григорій Васильович (1925—1990) — учасник та герой німецько-радянської війни, герой Радянського Союзу.
- Енткевич Галина Фадеївна (1897—1944) — монахиня.
- Жданов Юхим Опанасович (1912—1949) — учасник та герой німецько-радянської війни, герой Радянського Союзу.
- Клюєв Микола Олексійович (1884—1937) — російський поет.
- Лаптєв Володимир Кирилович (1946—2016) — радянській, російський кінорежисер та актор.
- Плесовських, Костянтин Антипович (1920—2004) — учасник та герой німецько-радянської війни, повний кавалер ордену солдатської Слави.
- Меркур'єв Петро Васильович (1943—2010) — радянський і російський актор, музикознавець, хормейстер, музичний журналіст.